# Adolf Knappwost

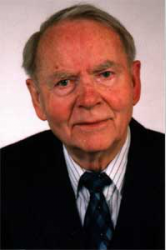
Adolf Knappwost

Adolf Knappwost (* 29. April 1913 in Hannover; † 1. Juni 2007 in Alfeld (Leine)) war ein deutscher physikalischer Chemiker. Er wurde vor allem bekannt durch seine Forschung für alternative Behandlungsmethoden in der Zahnmedizin. Von ihm stammt unter anderem das endodontische Verfahren zur Depotphorese, welche als Alternative zur klassischen Wurzelbehandlung zu sehen ist.

## Leben
Knappwost trat zum 1. September 1932 der NSDAP bei. Er studierte 1932 bis 1938 Physik und Chemie an den Technischen Hochschule in Hannover als Stipendiat der Studienstiftung des deutschen Volkes. Nach seiner Promotion 1940 bei Hans Nowotny an der TH Karlsruhe wurde er nach nur kurzer Kriegszeit 1942 an das Kaiser-Wilhelm-Institut für Metallforschung in Stuttgart beurlaubt. Daneben habilitierte er 1943 in Karlsruhe. 1945 wurde er Mitarbeiter des Institut de Recherches Scientifique Tettnang.
An der Universität Tübingen leitete Knappwost ab 1948 den Aufbau einer Abteilung für Physikalische Chemie und Werkstoffkunde am Zahnärztlichen Institut, das unter der Leitung von Hans-Hermann Rebel stand. Neben Forschungsarbeiten zur Iontophorese in der Endodontie widmete er sich der Kariesprophylaxe, speziell der Kariesprophylaxe mit Fluoriden. Bereits 1950 war er, ähnlich wie zuvor schon Walter Drum und Hans Joachim Schmidt, überzeugt: „Wir brauchen keine Versuche mehr abzuwarten, sondern wir brauchen die Einsicht, dass unsere Zivilisationsernährung zu fluorarm ist.“ Seine grundlegenden Erkenntnisse auf dem Gebiet der Kariesforschung führte er in der Resistenztheorie zusammen. Nachdem sich Silikatzement-Füllungen aufgrund ihres Fluoridgehalts als schädlich für die Pulpa erwiesen hatten, entwickelte Knappwost Unterfüllungen zum Pulpaschutz, die er sich patentieren ließ. Daneben entwickelte er eine so genannte „Fluorbüchse“, die im Haushalt an den Wasserhahn angeschlossen werden kann, um dem Wasser eine für die Kariesprophylaxe günstige Fluorid-Konzentration beizumischen. Sein für die Firma Kauvit Chemische Fabrik GmbH in Sulzbach-Rosenberg entwickeltes fluoridversetzes Kaugummi zur Kariesprophylaxe wurde auf Anregung der Deutschen Fluorkommission ab Februar 1954 bei Bäckerlehrlingen in Ludwigshafen getestet. Die Firma Kauvit stellte dafür 15.000 Blättchen des „fluorhaltigen Karivit“ zur Verfügung.  1953 gehörte er zu den Gründungsmitgliedern der Europäischen Arbeitsgemeinschaft für Fluorforschung und Kariesprophylaxe (ORCA). Für seinen 1957 bei der ORCA-Versammlung in Malmö gehaltenen Vortrag erhielt er 1958 neben Yngve Ericsson und Regierungs-Chemierat Karl-Ernst Quentin den ORCA-Rolex-Preis (eine der 30 von Rolex 1956 gestifteten goldenen Rolex-Uhren).
Als ein Nachfolger des Nobelpreisträgers Otto Stern erhielt Knappwost 1960 den Ruf auf das Ordinariat des Instituts für Physikalische Chemie der Universität Hamburg. Dort blieb er Direktor bis zur Emeritierung 1981 und betreute zum Teil zahnmedizinische Doktoranden, darunter einige, die später auch habilitierten. So untersuchte er mit Johannes Westendorf, dem späteren Leiter des Pharmakologischen Instituts der Universität Hamburg, die Hemmung von Acetylcholinesterase durch Fluoride und Fluoridokomplexe, sowie den Einfluss von Fluoriden auf die Ionenpermeabilität von Erythrozyten-Membranen.
Für seine Arbeiten in der Zahnmedizin wurde er 1984 von der Eberhard-Karls-Universität Tübingen zum Ehrendoktor der Zahnmedizin ernannt. Neben der ORCA, ernannten mehrere Stomatologische Gesellschaften den Physiko-Chemiker zu ihrem Ehrenmitglied, darunter 1955 die jugoslawische Gesellschaft für Stomatologie (auch Marschall Tito war mit einem Vorläufer der Depotphorese erfolgreich behandelt worden) und 1988 die russische Gesellschaft für Stomatologie.
Weitere Forschungsgebiete außerhalb der Zahnmedizin waren die Tribologie, der Magnetismus, aber auch andere medizinische Phänomene, wie z. B. die Auflösung von Nierensteinen.
Knappwost stand auf mehreren internationalen Berufungslisten – darunter Wien und Graz – und hat Rufe diverser Universitäten, z. B. Ohio State, Düsseldorf und Jena abgelehnt.
Nach seiner Emeritierung war er als wissenschaftlicher Berater für die Firma Humanchemie GmbH in Alfeld tätig.

## Ehrungen
- 1955: Ernennung zum Ehrenmitglied der Stomatologischen Gesellschaft von Jugoslawien
- 1958: Verleihung des ORCA-Rolex-Preises für seinen 1957 in Malmö gehaltenen Vortrag zum Phosphat/Silikat-Austausch im Apatit
- 1984: Verleihung der Ehrendoktorwürde Dr. h. c. med. dent. von der zahnmedizinischen Fakultät der Universität Tübingen für seine bahnbrechenden Arbeiten auf dem Gebiet der Zahnmedizin
- 1998. Ernennung zum Ehrenmitglied der Stomatologischen Gesellschaft von Russland

## Publikationen (Auswahl)
- A. Knappwost: Das Fluorion als natürlicher Baustein der Zahnhartsubstanz. Zymafluor Résumé Nr.3, Zyma AG, Nyon; Zahnärztl. Praxis Nr. 12 (1950) 42
- A. Knappwost: Zur Kinetik der Bildung von Hydroxylapatitdeckschichten (Remineralisation) auf Zahnschmelzoberflächen. In:  Zeitschrift für Elektrochemie und angewandte physikalische Chemie. Band 55, 1951, S. 586–590.
- A. Knappwost: Langdauernde Ionophorese mit einem galvanischen Stiftelement. In: DZZ – Deutsche Zahnärztliche Zeitschrift / German Dental Journal. Band 6, 1951, S. 63
- A. Knappwost: Grundlagen der Resistenztheorie der Karies mit einem Beitrag über die karieshemmende Wirkung peroraler Fluorgaben. Deutsche Zahnärztl. Zeitschr. 7:Nr. 12 (Juni 1952) 670
- A. Knappwost: Zur Kenntnis der lokalen Fluoridierung durch Fluoride, Fluorsilikate und fluoridierte Zahnpasten. In: DZZ – Deutsche Zahnärztliche Zeitschrift / German Dental Journal. Band 7, Nr. 12, 1952, S. 681–692
- A. Knappwost: Die Grundlagen des Depot-Ionophoreseverfahrens. In: DZZ – Deutsche Zahnärztliche Zeitschrift / German Dental Journal. Band 7, 1953, S. 359–370
- A. Knappwost: Die Wurzelbehandlung als physikalisch-chemisches Problem. In: DZZ – Deutsche Zahnärztliche Zeitschrift / German Dental Journal. Band 10, 1955, S. 756
- A. Knappwost, E. Effinger: Experimentelle Untersuchungen zur Resistenztheorie der Karies. In: DZZ – Deutsche Zahnärztliche Zeitschrift / German Dental Journal. Band 11, Nr. 12, 1956, S. 669–678
- A. Knappwost, J. Westendorf: Fluorionen-Aufnahme und Vagotonie. Über die Hemmung der Acetylcholinesterase durch Fluor-Ionen. Naturwissenschaften 60 (1973) 353
- A. Knappwost, J. Westendorf: Zur Hemmung der Acetylcholinesterase durch Fluorid. Naturwissenschaften 61 (1974) 274
- A. Knappwost, J. Westendorf: Hemmung von Cholinesterasen durch Fluorokomplexe des Siliciums und des Eisens. Naturwissenschaften 61 (1974) 275
- R. Fraber, A. Knappwost, H.G. Rudelt: Simulationsversuche zur Depotphorese. In: DZZ – Deutsche Zahnärztliche Zeitschrift / German Dental Journal. Band 32, 1977, S. 460–462
- A. Knappwost: Neue Entwicklungen zur Depot-Ionophorese von Kupferverbindungen. In: DZZ – Deutsche Zahnärztliche Zeitschrift / German Dental Journal. Band 32, 1977, S. 463–465
- A. Knappwost: Mineralische Schmelzversiegelung zur Kariesprophylaxe, ihre Grundlagen und Möglichkeiten. In: DZZ – Deutsche Zahnärztliche Zeitschrift / German Dental Journal. Band 33, 1978, S. 192–195
- A. Knappwost: Das Depotphorese-Verfahren mit Kupfer-Calciumhydroxid, die zur systematischen Ausheilung führende Alternative in der Endodontie. In: ZWR – Das Deutsche Zahnärzteblatt. Band 9, 1993, S. 618–624
- A. Knappwost: Die Cupral-Depotphorese, ein anderes Prinzip in der Endodontie. In: Stomatologie. September 2002, S. a30–a35